# Джебелю

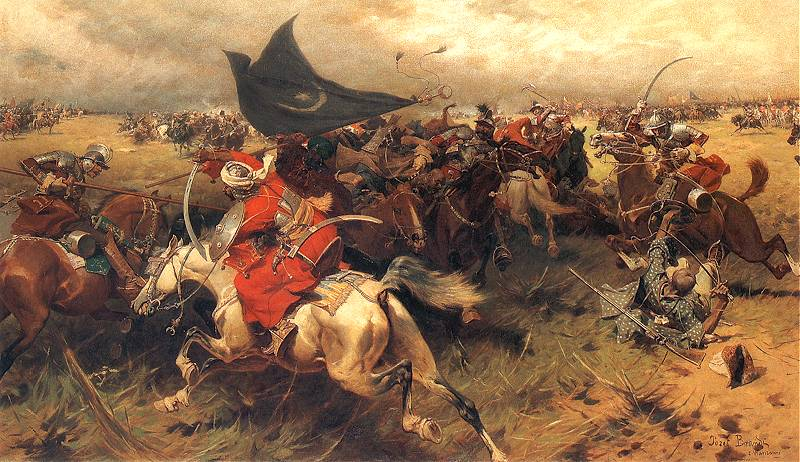
Сипахи і джебелю у битві. На передньому плані валка за турецький прапор.

Джебелю — у Османській імперії — озброєний панциром воїн, якого з собою приводив сіпагі — володар тімару.